# غیاث الدین بلبن

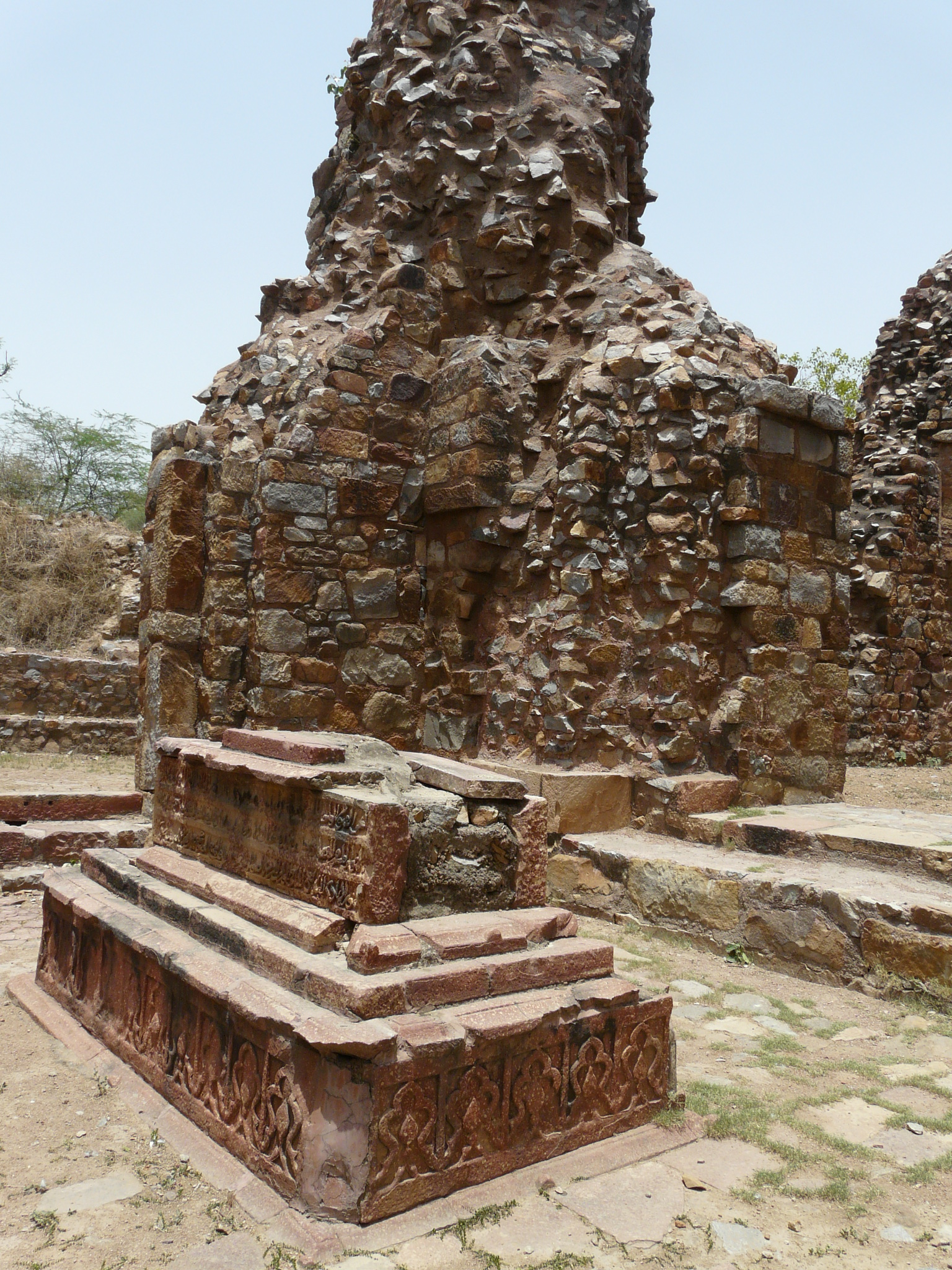
مقبره غیاث الدین بلبن

غیاث الدین بلبن نهمین پادشاه سلطنت مملوک (دهلی) بود.